# Jerzy Mierzejewski

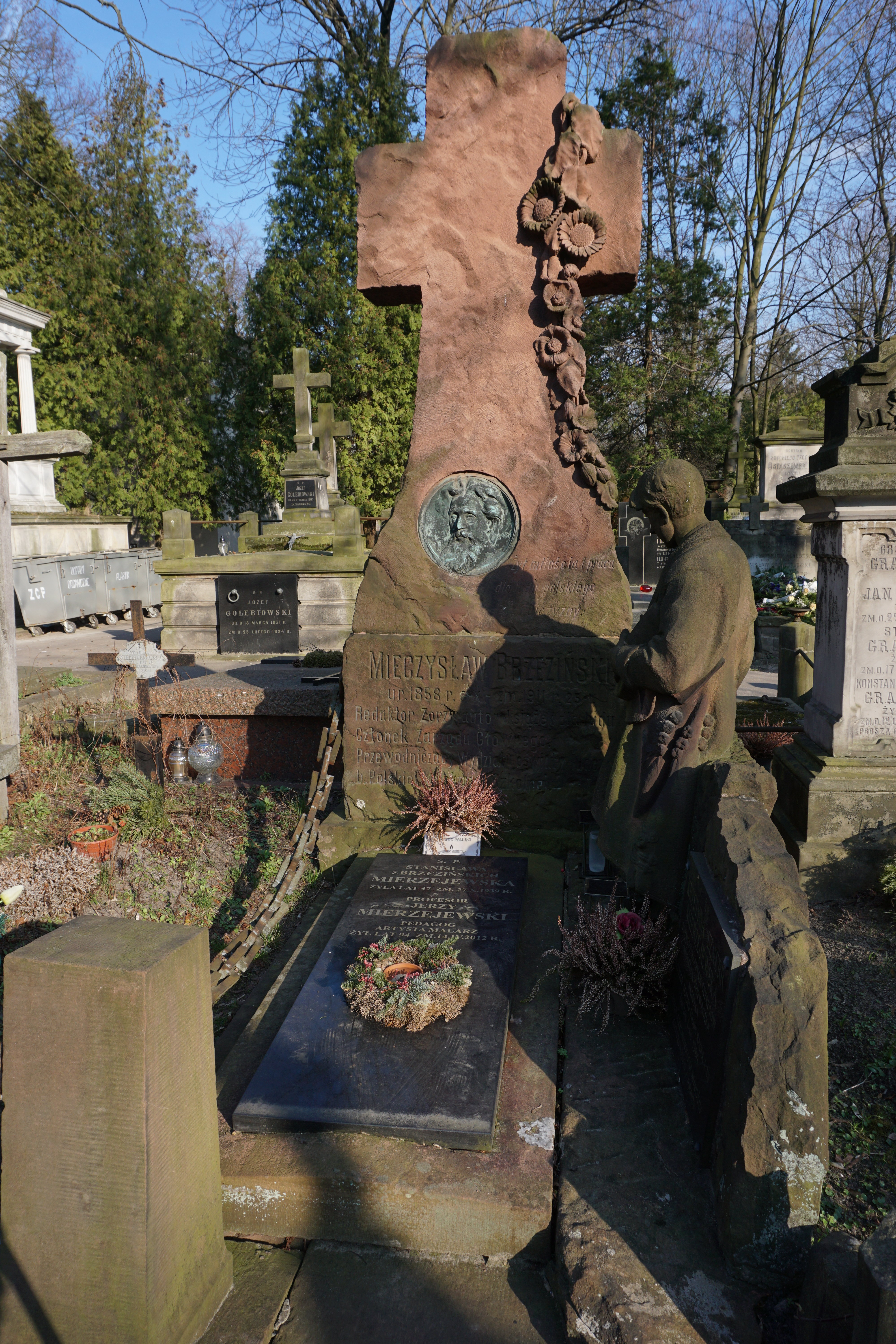
Grób Jerzego Mierzejewskiego na cmentarzu Powązkowskim

Jerzy Mierzejewski (ur. 13 lipca 1917 w Krakowie, zm. 14 czerwca 2012 w Warszawie) – polski malarz i pedagog działający w PWSFTviT w Łodzi.

## Życiorys
Syn malarza Jacka Mierzejewskiego, brat Andrzeja Mierzejewskiego. W 1937 zdał maturę w gimnazjum im. Stanisława Staszica w Warszawie. Absolwent Akademii Sztuk Pięknych w Warszawie w pracowni Mieczysława Kotarbińskiego (1956; studia rozpoczął w roku 1937). Od roku 1950 wykładowca PWSTiF, w latach 1963–1968 dziekan Wydziału Operatorskiego, w latach 1968–1974 dziekan Wydziału Reżyserii, w latach 1974–1975 prorektor uczelni.
Pochowany na cmentarzu Powązkowskim w Warszawie (kwatera 174-2-16).

## Ordery i odznaczenia
- Krzyż Komandorski z Gwiazdą Orderu Odrodzenia Polski (31 października 2003)[6][7]
- Krzyż Kawalerski Orderu Odrodzenia Polski (1973)[8]
- Złoty Medal „Zasłużony Kulturze Gloria Artis” (31 sierpnia 2006)[8][9]
- Złota Odznaka Polskich Artystów Plastyków (1980)[8]

## Nagrody i wyróżnienia
- Nagroda Ministra Kultury i Sztuki za działalność pedagogiczną (1966)[8]
- Złota Żaba za wkład w rozwój polskiej sztuki filmowej (1997)[8]
- Nagroda im. Jana Cybisa (1997)[10]
- doktorat honoris causa PWSFTviT w Łodzi (2006)[11]
- Nagroda Stowarzyszenia Filmowców Polskich za całokształt dokonań artystycznych (2010)[8]